# Liste des épisodes de Phinéas et Ferb
Cet article recense la liste des épisodes de la série télévisée américaine Phinéas et Ferb qui porte un total de 137 épisodes (réparties en 274 segments). 
La série est diffusée du 17 août 2007 au 12 juin 2015 aux États-Unis.

## Panorama des épisodes
| Saison        | Épisodes | Diffusion originale                                       | Diffusion originale | Diffusion française                                          | Diffusion française |
| Saison        | Épisodes | Début de saison                                           | Fin de saison       | Début de saison                                              | Fin de saison       |
| ------------- | -------- | --------------------------------------------------------- | ------------------- | ------------------------------------------------------------ | ------------------- |
| 1             | 26       | 17 août 2007 (avant-première) 1er février 2008 (première) | 18 février 2009     | 20 octobre 2007 (avant-première) 1er février 2008 (première) | 18 décembre 2009    |
| 2             | 32       | 19 février 2009                                           | 11 février 2011     | 19 décembre 2009                                             | 14 février 2011     |
| 3             | 32       | 4 mars 2011                                               | 30 novembre 2012    | 11 mars 2011                                                 | 30 novembre 2012    |
| 4             | 29       | 7 décembre 2012                                           | 12 juin 2015        | 7 décembre 2012                                              | 12 janvier 2015     |
| Téléfilm      |          | 5 août 2011                                               | 5 août 2011         | 25 octobre 2011                                              | 25 octobre 2011     |
| Film Disney + |          | 28 août 2020                                              | 28 août 2020        | 28 août 2020                                                 | 28 août 2020        |
| 5             | 29       | 26 Mai 2025                                               | TBA                 | 2025                                                         | TBA                 |

## Épisodes

### Saison 1 (2007-2009)
1. Les Montagnes Russes / Candice perd la tête (Rollercoaster / Candace Loses Her Head)
2. Fonce, Phinéas, fonce ! / Nains de jardin, missiles de plage / Une plage dans le jardin (The Fast and The Phineas / Lawn Gnome Beach Party of Terror)
3. Les Héros de l'ouest / L'été - hiver (The Magnificent Few / S'Winter)
4. Cherche momie désespérément / La Prochaine Star (Are You My Mummy? / Flop Starz)
5. La Rage de vaincre / Candice, princesse maudite (Raging Bully / Lights, Candace, Action!)
6. Big Foot / Tout le monde aime Roger (Get That Bigfoot Outa My Face! / Tree to Get Ready)
7. Ennemis Pour La Vie (It's About Time!)
8. Allergic'cirque / À quoi bon « jouet » ?! (Jerk de Soleil / Toy to the World)
9. Peur sur Danville ! (One Good Scare Ought to Do It!)
10. Le Fantôme du chevalier noir / Phinédroïdes & Ferbots (A Hard Day's Knight / I, Brobot)
11. Méganniversaire maman / Voyage au centre de Candice (Mom's Birthday / Journey to the Center of Candace)
12. Victimes de la mode / C'est l'émotion ! (Run Away Runway / I Scream, You Scream)
13. Quat' quat' Candice / La Malédiction de vieille barbe (It's a Mud, Mud, Mud, Mud World / The Ballad of Badbeard)
14. Retour au rock'n'roll (Dude, We're Getting the Band Back Together)
15. Le Passage secret / Le Poissonnier volant (Ready for the Bettys / The Flying Fishmonger)
16. Lavage De Cerveaux (Phineas and Ferb Get Busted!)
17. La Course de chars / Télé irréalité (Greece Lightning / Leave the Busting to Us!)
18. Grand-mère contre grand-mère / Une journée tranquille (Crack That Whip / The Best Lazy Day Ever)
19. Un néandertalien affamé / À la recherche du poisson perdu (Boyfriend From 27,000 B.C / Voyage to the Bottom of Buford)
20. Mini-golf, maxi effet / Dans la peau d'une fille... (Put That Putter Away / Does This Duckbill Make Me Look Fat?)
21. Vidéosurveillance / Le Bowling Géant (Traffic Cam Caper / Bowl-R-Ama Drama)
22. Miss Monstre / L'Art et la Manière (The Monster of Phineas-n-Ferbenstein / Oil on Candace)
23. La Fête de la science / La Fête de la science : Une autre histoire (Unfair Science Fair / Unfair Science Fair Redux: Another Story)
24. Une balade dans l'espace (Out to Launch)
25. Les Garçons contre les filles / La comète de Kermilian (Got Game ? / Comet Kermillian)
26. Les Studios Phinéas et Ferb / Vive Doofania ! (Out of Toon / Hail Doofania!)

### Saison 2 (2009-2011)
1. Cliptastic (Phineas and Ferb's Musical Cliptastic Countdown)
2. Phinéas et Ferb : Les Vacances de Noël (Phineas and Ferb Christmas Vacation)
3. Rencontre avec un ornithorynque / Le Petit Bout du bout (Interview With a Platypus / Tip of the Day)
4. L'Attaque d'une Candice de 50 pieds / Jeux d'eau (Attack of the 50 Foot Sister / Backyard Aquarium)
5. Le Jour de la gelée vivante / Élémentaire, ma chère Stacy (Day of the Living Gelatin / Elementary, My Dear Stacy)
6. Étranges disparitions / Chez Perry l'ornithorynque (Don't Even Blink / Chez Platypus)
7. L'Instinct maternel / Un jeu plus vrai que nature (Perry Lays an Egg / Gaming the System)
8. Thaddeus et Thor / Le Géant de l'aviation (Thaddeus and Thor / De Plane! De Plane!)
9. Faisons un quiz / La Taupe au nez étoilé (Let's Take a Quiz / At the Car Wash)
10. Perry a disparu / La Laverie diabolique (Oh, There You Are, Perry / Swiss Family Phineas)
11. Cache-cache / Croisière de rêve (Hide and Seek / That Sinking Feeling)
12. Les Baljeatles / Le Pizzazium Infinionite (The Baljeatles / Vanessassary Roughness)
13. Perry l'ornithorynque contre Denis le lapin / Journée au spa (No More Bunny Business / Spa Day)
14. Tourisme en bulle / Isabella et le Temple de la sève (Bubble Boys / Isabella and the Temple of Sap)
15. Candice déprime / Les Filles du coin du feu (Cheer Up Candace / Fireside Girl Jamboree)
16. Le Code d'honneur des brutes / À la recherche de Mary la Gaffe (The Bully Code / Finding Mary McGuffin)
17. La Technologie inversée / L'Atlantide (What Do It Do? / Atlantis)
18. Le Phototransporteur / Maudit concours... (Picture This / Nerdy Dancin)
19. Concours père-fille / Un après-midi avec Suzy (I Was a Middle Aged Robot / Suddenly Suzy)
20. Mission d'infiltration / La Grande Parade (Undercover Carl / Hip Hip Parade)
21. À travers / Le Malbouffe-inateur (Just Passing Through / Candace's Big Day)
22. L'Invasion des extra-terrestres / Un tour de manège (Invasion of the Ferb Snatchers / Ain't No Kiddie Ride)
23. Le Détecteur de vérité / Commando démasquage (Not Phineas and Ferb / Phineas and Ferb-Busters)
24. Le Géant-inateur / Le Rodéo de robots (The Lizard Whisperer / Robot Rodeo)
25. L'Art de diriger / La Face cachée de la lune (The Secret of Success / The Doof Side of the Moon)
26. Mademoiselle le maire / La Citronnade (She's the Mayor / The Lemonade Stand)
27. Ça, c'est un labyrinthe / Max Modem (We Call it Maze / Ladies and Gentlemen: Meet Max Modem!)
28. Vacances Hawaïennes (Phineas and Ferb Hawaiian Vacation)
29. Dédoublement de personnalité / Congé maladie (Split Personality / Brain Drain)
30. Le Juke-box géant / La Fête de Candice (Make Play / Candace Gets Busted)
31. Phinéas et Ferb : Le tour du monde en 1 jour (Phineas and Ferb: Summer Belongs to You!)
32. Les Montagnes russes, la comédie musicale (Rollercoaster: The Musical)

### Saison 3 (2011-2012)
1. Le Phinéas clip'orama (Phineas' Birthday Clip-O-Rama!)
2. Noël en famille (A Phineas and Ferb Family Christmas)
3. Cours, Candice, Cours / Laisse tomber, Candice (Run, Candace, Run / Last Train to Bustville)
4. La Biosphère / Candiremy (The Great Indoors / Canderemy)
5. Les Dents de Danville / La Ferme lunaire (Belly of the Beast / Moon Farm)
6. La Clé diabolique / Un ornithorynque peut en cacher un autre (Ask a Foolish Question / Misperceived Monotreme)
7. Candice déconnectée / Artiste incompris (Candace Disconnected / Magic Carpet Ride)
8. Tiré par les cheveux / Le Festival du pain de viande (Bad Hair Day / Meatloaf Surprise)
9. La Roue préhistorique / La Dynastie Doof (Tri-Stone Area / Doof Dynasty)
10. Le Rayon d'inaction / Malentendu (Phineas 'n' Ferb Interrupted / A Real Boy)
11. Clouée au lit / La Grande Virée (Mommy Can You Hear Me? / Road Trip)
12. Le Multipoly / Le Tour de Ferb (Skiddley Whiffers / Tour de Ferb)
13. Perry, star de la pub / Candice se trompe de cible (Perry the Actorpus / Bullseye!)
14. La Vache-garou / La Malédiction de Candice (That's the Spirit / The Curse of Candace)
15. Prisonniers volontaires / Fromageland (Escape from Phineas Tower / The Remains of the Platypus)
16. Le Latin Ferb / La Fête de la patate (Ferb Latin / Lotsa Latkes)
17. S.O.S Croco / Ferb TV (What A Croc! / Ferb TV)
18. Quitte ou double / Monogramme Junior (Mom's in the House / Minor Monogram)
19. Les Monstres du 'ça' / Des fourmis fourmidables (Monster from the Id / Gi-Ants)
20. Agent Doofenshmirtz / Le Temple perdu de Kouatchadoon (Agent Doof / Phineas and Ferb and the Temple of Juatchadoon)
21. Destin de livreur / Candice en apesanteur (Delivery of Destiny / Let's Bounce)
22. Chut / Un assistant musclé (Quietest Day Ever / Bully Bromance Breakup)
23. Un problème à tourner chèvre / Le Jardin secret de Buford (The Doonkleberry Imperative / Buford Confidential)
24. Complice Candice / Ovni à Danville (Sleepwalk Surprise / Sci-Fi Pie Fly)
25. L'Attracteur de Maman / Baljeet super génie (The Mom Attractor / Cranius Maximus)
26. Romance interdite / Marché aux puces (Sipping With the Enemy / Tri-State Treasure: Boot of Secrets)
27. Doofnithorynque / Les Nanabots (Doofapus / Norm Unleashed)
28. Le Choc des planètes / La Traversée du désert (When Worlds Collide / Road to Danville)
29. Mais où est Perry? (Partie 1) (Where's Perry?: Part One)
30. Mais où est Perry? (Partie 2) (Where's Perry?: Part Two)
31. La Panne d'électricité / Qu'est ce que j'ai manqué ? (Blackout! / What'd I Miss?)
32. Souvenirs de Doofenschmirtz (This Is Your Backstory)

### Saison 4 (2012-2015)
1. Multi Baljeet (Primal Perry)
2. Phinéas et Ferb : Mission Marvel (Phineas and Ferb: Mission Marvel)
3. Dans la peau d'une mouche / Retour vers les années 1950 (Fly on the Wall / My Sweet Ride)
4. Les Givrés du hockey / Bonne et heureuse année (For Your Ice Only / Happy New Year)
5. Candice Déléguée / Recyclage d'inventions (Bully Bust / Backyard Hodge Podge)
6. La Princesse Rutabaga / Le Mur d’escalade (Der Kinderlumper / Just Desserts)
7. Le Roi des Abeilles / Opération Abeille (Bee Day / Bee Story)
8. Nœud pas déranger / Piège intergalactique (Knot My Problem / Mind Share)
9. Insaisissable Chupac / Enfin seuls ! (La Candace-Cabra / Happy Birthday, Isabella)
10. La Goutte d'eau géante / Il est où Pinky ? (Great Balls of Water / Where's Pinky?)
11. Il n'y a pas de quoi / L'Ornithorynque de Troie (Thanks But No Thanks / Troy Story)
12. Le Carnaval estival / La Course d'obstacles (Love At First Byte / One Good Turn)
13. Un cadeau au-delà de l'imagination / Pas de chance (Cheers For Fears / Just Our Luck)
14. L’Union fait la force / La Main verte (Return Policy / Imperfect Storm)
15. La Belle Époque / Pique-nique romantique (Steampunx / It's No Picnic)
16. La Terrifiante Trilogie de la terreur des trois États (Terrifying Tri-State Trilogy of Terror)
17. Medievalhoween / Quartier de haute sécurité (Drusselsteinoween / Face Your Fear)
18. Phinéas et Ferb : L’Été en péril (Phineas and Ferb Save Summer)
19. L’Ultimatum Klimpaloon (The Klimpaloon Ultimatum)
20. Phinéas et Ferb : Mission Star Wars (Phineas and Ferb: Star Wars)
21. Le Professeur retourne au lycée / Bonne fête papa ! (Doof 101 / Father's Day)
22. Quand les astres s’en mêlent / Candice garçon (Operation Crumb Cake / Mandace)
23. Phinéas et Ferb : Les Zombies de Doof (Night of the Living Pharmacists)
24. Retour dans la deuxième dimension (Tales From the Resistance: Return to the 2nd Dimension)
25. Le Retour du lapin renégat / Le Grand Prix de Montevillebad (The Return of the Rogue Rabbit / Live and Let Drive)
26. Le Mystère de la capsule / La Méthode Inator (Lost in Danville / The Inator Method)
27. Le Dernier Jour de l'été (The Last Day of Summer)
28. Les Dossiers secrets de O.S.A.S  (The O.W.C.A. Files)
29. 10 ans plus tard (Act Your Age)

### Saison 5 (2025-)
1. Le début de l'été / Maman nuage (Summer Block Buster / Cloudy with a Chance of Mom)
2. Sandwich sous-marin sous-marin / Candice en roue libre (Submarine Sandwich Submarine / License to Bust)
3. Sèche un autre jour / Doofenshmirtz dans tous ses états (Dry Another Day / Deconstructing Doof)
4. Robert cœur de fer / Bibliovores (Tropey McTropeface / Biblio-Blast!)
5. Puçage gratuit / Le meilleur assistant (A Chip to the Vet / More Than an Intern)
6. L'aurore Perry-ale / Le seigneur des Fireside (The Aurora Perry-Alis / Lord of the Firesides)
7. Le costume de Candace / L'agent secret (The Candace Suit / Agent T (for Teen))
8. La mercerie / Inhabituel (The Haberdasher / Out of Character)
9. Les chroniques de Meap Ép. 42 Meap à St Louis (Meap Me in St. Louis)
10. Pas de soirée pyjama / La balade de Bubba Doof (No Slumber Party / The Ballad of Bubba Doof)

## Films
- 2011 : Phinéas et Ferb Le Film : Voyage dans la 2e Dimension (Phineas and Ferb The Movie: Across the 2nd Dimension)
- 2020 : Phinéas et Ferb, le film : Candice face à l'univers